# Joel Mogorosi
Joel Mogorosi (Gaborone, Botsuana, 2 de 1984) es un futbolista Botsuano. Juega de delantero y su equipo actual es el Township Rollers FC de la Liga botswanesa de fútbol de Botsuana.
Ha sido internacional con la Selección de fútbol de Botsuana. Mogorosi destaca por su juego rápido y su destreza con los pies. El 4 de septiembre de 2010 marcó su primer gol internacional contra el Togo. El segundo fue marcado contra Suecia el 19 de enero de 2011.